# Dmitri Kisselev (journaliste)
Pour les articles homonymes, voir Kisseliov.
Dmitri Konstantinovitch Kisselev (ou Kisseliov ; en russe : Дми́трий Константи́нович Киселёв), né le 26 avril 1954 à Moscou, est un journaliste russe.
Nouvelles de la semaine (ru), qu'il présente, est l'émission de télévision préférée de Vladimir Poutine,,.

## Biographie
Kisselev a été élevé dans un environnement musical, étant le neveu du compositeur soviétique Iouri Chaporine, et est diplômé de l'école de musique en guitare classique. Il a étudié au Collège médical numéro 6 à Moscou. En 1978, il est diplômé du département de philologie scandinave de la faculté de philologie de l'université d'État de Leningrad et affirme parler anglais, français, norvégien et suédois.
Il travaille en tant que présentateur sur Rossiya 1. Il a attiré l'attention de l'Occident par ses commentaires controversés, notamment sur les homosexuels et les Juifs. En décembre 2013, il est nommé par le président russe Vladimir Poutine à la tête de la nouvelle agence d'information Rossia Segodnia, une organisation de 2 300 personnes, largement formée à partir de l'ancienne agence RIA Novosti et de la station de radio sur ondes courtes La Voix de la Russie. Il y a fait plusieurs déclarations contre les homosexuels. Il est également directeur adjoint du holding de la télévision d'État russe VGTRK.
Il a été considéré par le Moscow Times comme le « nouveau propagandiste en chef du Kremlin. » Le 20 mars 2014, il est inclus par les États-Unis et l'Union européenne dans une liste de personnalités russes sanctionnées à la suite de la crise de Crimée.

## Crédits
- (en) Cet article est partiellement ou en totalité issu de l’article de Wikipédia en anglais intitulé « Dmitry Konstantinovich Kiselyov » (voir la liste des auteurs).